# Stazione di Monza Sobborghi
La stazione di Monza Sobborghi è una fermata ferroviaria posta sulla linea Monza-Molteno, all'interno della città di Monza, nel quartiere Sobborghi

## Storia
La stazione di Monza Sobborghi venne attivata con la linea Monza-Molteno, nel 1911. Poiché la linea era gestita da una società privata, a Monza Sobborghi erano presenti le officine sociali.
Venne declassata a fermata nel 1987.

## Strutture e impianti
La stazione conta di tre binari, di cui solo uno (il primo) è destinato al servizio passeggeri della linea S7. Gli altri due sono regolarmente attraversati dai treni in transito della linea S8 (Milano–Carnate–Lecco) e dalle linee regionali che collegano Milano Centrale a Tirano e Milano Porta Garibaldi a Bergamo.

## Movimento
La fermata è servita esclusivamente dalla linea S7 (Milano-Monza-Molteno-Lecco) del servizio ferroviario suburbano di Milano, svolta  da Trenord nell'ambito del contratto di servizio stipulato con la Regione Lombardia con frequenza oraria, che sale a semioraria in ora di punta, alternativamente in direzione Milano (la mattina) o Lecco (la sera), a causa del binario unico della linea.